# Phenyl salicylate
Phenyl salicylate, hoặc salol, là một chất hóa học, được giới thiệu c. 1883 bởi Marceli Nencki ở Basel. Nó được tổng hợp bằng cách đun nóng axit salicylic với phenol. Sau khi được sử dụng trong kem chống nắng, phenyl salicylate hiện được sử dụng trong sản xuất một số polyme, sơn mài, chất kết dính, sáp và đánh bóng.  Thông thường, nó được sử dụng trong các cuộc biểu tình trong phòng thí nghiệm của trường về mức độ làm mát ảnh hưởng đến kích thước tinh thể trong đá magma. Có thể được sử dụng để chứng minh tính chọn lọc tinh thể hạt giống. Salol cũng được sử dụng như một chất khử trùng nội bộ và như một thuốc giảm đau nhẹ..

## Phản ứng salol
Trong phản ứng salol, phenyl salicylate phản ứng với o -toluidine trong 1,2,4-trichlorobenzene ở nhiệt độ cao với amide o -salicylotoluide tương ứng.  Salicylamides là một loại thuốc.

## Y khoa
Nó đã được sử dụng như một chất khử trùng  dựa trên hoạt động kháng khuẩn khi thủy phân trong ruột non.     
Nó hoạt động như một thuốc giảm đau nhẹ.